# ATP Challenger Lagos
Der ATP Challenger Lagos (offiziell: Lagos Challenger) war ein Tennisturnier, das von 1981 bis 1991 jährlich in Lagos, Nigeria, stattfand. Es gehörte zur ATP Challenger Tour und wurde im Freien auf Hartplatz gespielt. Es wurde zuvor ab 1976 bereits im Rahmen des Grand Prix an selber Stelle ausgetragen. Paul Haarhuis und Nduka Odizor gewann im Einzel je zwei Titel.

## Liste der Sieger

### Einzel
| Jahr | Sieger            | Finalgegner       | Ergebnis          |
| ---- | ----------------- | ----------------- | ----------------- |
| 1991 | Paul Haarhuis (2) | T. J. Middleton   | 6:3, 6:3          |
| 1990 | nicht ausgetragen | nicht ausgetragen | nicht ausgetragen |
| 1989 | Paul Haarhuis (1) | Karel Nováček     | 4:6, 7:6, 6:4     |
| 1988 | nicht ausgetragen | nicht ausgetragen | nicht ausgetragen |
| 1987 | Jorge Lozano      | Nduka Odizor      | 6:4, 6:4          |
| 1986 | Nduka Odizor (2)  | Marcel Freeman    | 6:2, 6:3          |
| 1985 | Nduka Odizor (1)  | Thomas Muster     | 6:3, 6:2          |
| 1984 | nicht ausgetragen | nicht ausgetragen | nicht ausgetragen |
| 1983 | Craig Wittus      | Michiel Schapers  | 6:3, 4:6, 11:9    |
| 1982 | nicht ausgetragen | nicht ausgetragen | nicht ausgetragen |
| 1981 | Larry Stefanki    | Peter Feigl       | 5:7, 6:3, 6:0     |

### Doppel
| Jahr | Sieger                      | Finalgegner                    | Ergebnis          |
| ---- | --------------------------- | ------------------------------ | ----------------- |
| 1991 | Ugo Colombini Paul Wekesa   | Daniel Marco Clément N’Goran   | 7:5, 6:1          |
| 1990 | nicht ausgetragen           | nicht ausgetragen              | nicht ausgetragen |
| 1989 | Alfonso Mora James Schor    | Jacco Eltingh Paul Haarhuis    | 6:7, 7:6, 7:5     |
| 1988 | nicht ausgetragen           | nicht ausgetragen              | nicht ausgetragen |
| 1987 | Lloyd Bourne Jeff Klaparda  | Loïc Courteau Éric Winogradsky | 6:7, 6:2, 7:6     |
| 1986 | Leo Palin Olli Rahnasto     | Lloyd Bourne Brett Dickinson   | 4:6, 7:6, 6:4     |
| 1985 | Egan Adams Mark Wooldridge  | Peter Elter Peter Feigl        | 6:4, 6:4          |
| 1984 | nicht ausgetragen           | nicht ausgetragen              | nicht ausgetragen |
| 1983 | Wesley Cash John Mattke     | Jonathan Canter Joe Meyers     | 6:3, 3:6, 6:3     |
| 1982 | nicht ausgetragen           | nicht ausgetragen              | nicht ausgetragen |
| 1981 | Bruce Kleege Larry Stefanki | Ian Harris Craig Wittus        | 6:2, 3:6, 6:3     |